# Szetlew
Szetlew [pronunciación en polaco: /ˈʂɛtlɛf/] es un pueblo en el distrito administrativo de Gmina Zagórów, dentro del Distrito de Słupca, Voivodato de Gran Polonia, en el centro-oeste de Polonia. Se encuentra aproximadamente 9 kilómetros al sudeste de Zagórów, 21 kilómetros al sudeste de Słupca, y 80 kilómetros al este de la capital regional, Poznań.